# الموسم (جازان)
16°25′00″N 42°49′33″E / 16.41667°N 42.82583°E

المُوَسَّم هو أحد مراكز محافظة الطوال الواقع جنوب غرب منطقة جازان السعودية - على حدود المملكة العربية السعودية مع اليمن، ويبعد عن مدينة جازان بحوالي 90 كم.

## الموقع
يقع المركز جنوب غرب منطقة جازان حيث يحده من الجنوب مدينة ميدي اليمنية ومن الشرق مدينة حرض اليمنية ومن الشمال محافظة الطوال ومحافظة صامطة من جهة الحضرور ومركز السهي ومن الغرب البحر الأحمر.
ويعتبر موقع الموسم على البحر الأحمر استتراجي من ناحية ربط المملكة العربية السعودية بدول القرن الأفريقي من الجنوب ويعتبر من أهم المواني للمنطقة من قديم الزمان، حيث يوجد على شاطئ الموسم آثار مدينة كبيرة وهي مدينة الشرجة الأثرية. ويعد أقدم مركز بمنطقة جازان، وبه أول فرع للمالية والأحوال المدنية.

## نبذة عن المركز
كان المركز قبل عام 1350 هـ ليس له ذكر ولا يتواجد فيه إلا من تبقى من الجيش السعودي الذين جاؤوا وعسكروا هناك بعد رجوع قوات الملك فيصل إلى نجد وسكنوا هناك في قلعة وحصن عسكري لهم. ويعتبر المركز من أكبر المراكز واهمها لمنطقة جازان وتصنيف المركز على فئة «أ» ومن المرشح ان يكون محافظة فئة «ب» ويوجد بالمركز كورنيش يقصده السياح من جميع أنحاء المملكة والمنطقة.

## المساحة
تقدر مساحة مركز الموسم حوالي 750 كيلو متر مربع تقريبا وهي تشكل العديد من القرى التي تصل حوالي 22قرية أهمها الكعاشيم، زمزم، الكدمي.

## المناخ
مناخ مركز الموسم بوجه عام حار مع رطوبة في فصل الصيف والأمطار قليلة وهي أمطار موسمية تهب على المرتفعات الجنوبية الغربية من المملكة كما تهب رياح السموم المحملة بالأتربة. أما في فصل الشتاء فيميل المناخ إلى الاعتدال والأمطار أعلى في نسبتها منها في فصل الصيف.

## النهضة العمرانية
كان لبلدة الموسم نصيب وافر في مجال العمران وقد استفاد كثير من السكان من صندوق التنمية العقارية والقروض التي يقدمها وأصبحت البلدة بها الفلل السكنية واختفت تلك المساكن القديمة التي كانت مبنية من الخشب والقش (العشش) وامتدت مساحة القرية وأصبحت واسعة بعد أن كانت محدودة المساحة.

## المؤسسات الحكومية
يحتوي المركز على عدد من المؤسسات الحكومية وهي:
- مركز شرطة الموسم.
- مركز الدفاع المدني بالموسم.
- قطاع حرس الحدود بالموسم.
- مركز الأمر بالمعروف والنهي عن المنكر.
- بلدية الموسم.
- مكتب البريد.
- مركز المجاهدين.
- مراكز الرعاية الأولية في الموسم والحثيرة.

كما يوجد بالمركز أيضاً: نادي الموسم الاجتماعي الذي تأسس عام 1428 هـ، وحلقات لتحفيظ القرآن وعددها حلقتين التابعة لمكتب حلقات تحفيظ القرآن الكريم بصامطة.

## الخدمات
المواصلات
ترتبط بلدة الموسم بشبكة من الطرق الإسفلتية التي تربطها بالقرى المجاورة، بالإضافة للشبكة الداخلية وأصبح سكان البلدة يملكون السيارات الفارهة والموديلات الحديثة.
الاتصالات
ارتبطت بلدة الموسم بشبكة من الاتصالات الحديثة الهاتفية عن طريق الميكروويف وأضحت البلدة تتحدث وتتصل بمدن المملكة ومدن العالم أجمع، وقد أدخلت هذه الخدمة في عام 1405 هـ.
الكهرباء
عمت الكهرباء البيوت منذ فترة طويلة وتقريباً عام 1370 هـ.
المياه
دخلت المياه الحكومية منذ عام 1395 هـ وحفرت الآبار الارتوازية وارتبطت بشبكة واسعة في البلدة وخزان ضخم للمياه وأصبحت الصنابير في كل بيت، وما زالت بعض الآبار القديمة مستخدمة مثل البئر المطاعنية والخردلية يستفاد منها لمن جاورها من المساكن. وهناك حالياً مشاريع المياه التابعة لوزارة الزراعة والمياه في كل من الموسم وزمزم والكدمي والكعاشيم والعقيلي والقمرة.

## الزراعة
يعتمد أهالي المركز والقرى التابعة له في معيشتهم على تربية الماشية والزراعة وخاصة الذرة والسمسم والدخن، أما في الوقت الحاضر فقد توجه عدد من الأهالي إلى زراعة العديد من المنتجات مثل الطماطم والخضار بأنواعها مثل (الفجل والملوخية والفلفل والبامية والجرجير والدجر (اللوبياء))، والحبحب والبطيخ والتين والعنبرود (البابايا) والتمور. ويصدر الاهالي منتجاتهم إلى مدن المملكة الأخرى.

## القرى التابعة للمركز
يتبع لمركز الموسم أكثر من ثلاثين قرية، نذكر منها:
- الكعاشيم
- زمزم
- الزربة
- الغورة
- قرية بني الزيلع
- حمد
- ناصر
- العرجين
- القنبور
- قرية جنادي
- قرية الهتانة
- الأسودية
- الحثيرة
- البحيريات
- السر
- الاثرارة
- الرمضة
- العبدلية
- المصليبه
- الكدمي
- كتف الحدباء
- الحافية
- القمرة
- الحراملة
- العقالية
- الرواجحة
- خبت الدوح
- مدربش
- قرية العقيلي
- حلة الصميلي

## رؤساء المركز
قد ترأس مركز الموسم منذ تأسيسه عام 1350 هـ، كل من:
1. راشد العصيمي.
2. محمد الحازمي
3. بعيجان.
4. فيصل بن محمد بن لبده
5. عبد الله بن سلطان بن ناصر اللفياني السبيعي.
6. سعودأحمد السديري
7. حسن حكمي.
8. محمد عبد الله الغزي.
9. عليوي بن قيضي العنزي.
10. محمد يحيى كريري.
11. نايف بن ناصر بن لبدة.
12. رزاح بن حبيش ال قويد الدوسري.
13. عبد الله بن صالح المويشير العتيبي
14. الدكتور: خفير بن زارع العمري، الرئيس الحالي لمركز الموسم.